# 우리의 찬란한 시간
《니화아적경성시광 : 우리의 찬란한 시간》(중국어 간체자: 你和我的倾城时光, 정체자: 你和我的傾城時光, 병음: Nǐ hé wǒ de qīng chéng shí guāng 니허워더칭청스광[*])은 중국의 드라마이다.